# Magallana
Magallana — род морских двустворчатых моллюсков из семейства устриц, включающий 13 видов. Могут переносить опреснение воды. Известны в ископаемом виде.
Обладают очень характерной асимметричной раковиной неправильной формы. Раковина толстостенная и неравностворчатая; состоит из более крупной выпуклой (большей частью левой) створки, которая прирастает к различным подводным предметам, и меньшей, более плоской и тонкой, свободной створки, образующей своего рода крышку. Верхушка створок прямая, на правой обыкновенно более, чем на левой; замочный край без зубцов, связка, соединяющая обе створки, находится у замочного края с внутренней стороны. К обеим створкам раковины прикрепляется мантия (выделившая раковину). На внутренней поверхности створок раковины заметны отпечатки, то есть места прикрепления одного замыкательного мускула, при помощи которого обе створки сближаются между собой, однако учёными этот процесс ещё в точности не выяснен. Нога, составляющая характерный орган движения пластинчатожаберных, совершенно отсутствует, так как Magallana ведут неподвижно прикреплённый образ жизни. Жабры состоят с каждой стороны тела из двух тонких пластинок, усаженных (так же, как и мантия) мерцательными волосками, поддерживающими непрерывный ток воды вокруг тела животного. Благодаря действию всех этих мерцательных волосков, животное постоянно получает свежую воду, богатую кислородом, а также и различные пищевые частицы, взвешенные в морской воде, — как мёртвые, так и живые, состоящие из одноклеточных животных и растений (инфузорий, водорослей), коловраток, мелких личинок различных морских животных (кишечнополостных, червей, моллюсков и т. д.).
Очертания раковины различны не только у разных видов, но и у разных особей одного вида. Моллюск цементируется к субстрату левой створкой, которая повторяет неровности поверхности, на которой животное сидит. Единственный аддуктор занимает середину створок.
Длина раковины от 6 (Magallana sikamea) до 45 (Magallana gigas) см. Встречаются в Тихом океане, Атлантическом и Индийском океанах от тропических до умеренных вод. Донные прикреплённые моллюски, обитающие на глубине от 0 до 300 м. Они безвредны для человека, многие виды являются объектами промысла.
Устрицы раздельнополы; при благоприятных условиях одна самка может за сезон дать до 500 млн яиц, то есть репродуктивный потенциал у этих моллюсков чрезвычайно высок. Сперматозоиды попадают с током воды в мантийную полость самки, и оплодотворённые яйца развиваются в задней части мантийной полости. Через несколько дней в воду выходят подвижные личинки; они плавают в течение нескольких дней и затем оседают, имея хорошо развитую ногу. С помощью ноги молодь ползает, выбирая место для окончательной цементации, после чего нога начинает уменьшаться и не позже чем через 72 дня редуцируется полностью.

## Виды
По данным World Register of Marine Species, на декабрь 2024 года род включает 13 видов:
- Magallana angulata (Lamarck, 1819)
- Magallana ariakensis (Fujita, 1929)
- Magallana belcheri (G. B. Sowerby II, 1871)
- Magallana bilineata (Röding, 1798)
- Magallana dactylena (Iredale, 1939)
- Magallana dianbaiensis (J.-J. Xia, X.-Y. Wu, S. Xiao & Z. Yu, 2014)
- Magallana gigas (Thunberg, 1793)
- Magallana hongkongensis (Lam & B. Morton, 2003)
- Magallana markushuberi (Thach, 2018)
- Magallana nippona (Seki, 1934)
- Magallana saidii (Wong & Sigwart, 2021)
- Magallana sikamea (Amemiya, 1928)
- Magallana valentichscotti (Thach, 2018).